# Onverzadigde oplossing

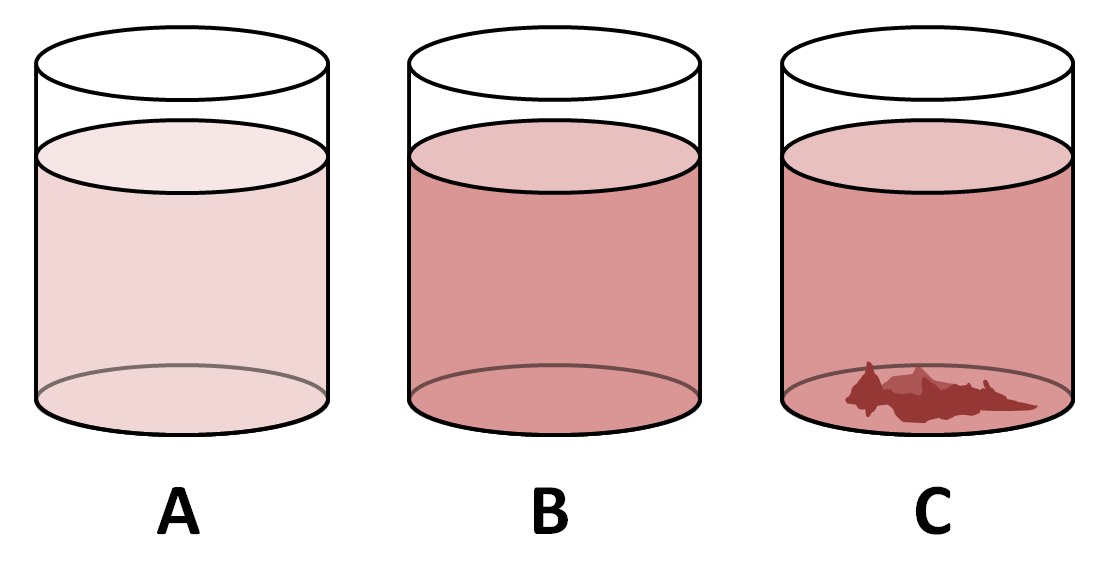
Illustratie van de verzadigingsgraad van een oplossing:
A. Onverzadigde oplossing
B. Verzadigde oplossing
C. Oververzadigde oplossing en neerslagvorming

Een onverzadigde of onderverzadigde oplossing is een oplossing waarin minder dan de maximale hoeveelheid van een stof is opgelost bij een bepaalde temperatuur. Het is dus nog mogelijk om nog meer van diezelfde stof onder dezelfde omstandigheden op te lossen in het oplosmiddel. De concentratie is lager dan de maximale concentratie. 
Bij een onverzadigde oplossing geldt steeds:
{\displaystyle Q<K_{S}\,}
waarbij:
- Q het actuele ionenproduct in de oplossing voorstelt
- KS het oplosbaarheidsproduct is

Dit oplosbaarheidsproduct geeft de maximale waarde van het ionenproduct weer. Aangezien bij een onverzadigde oplossing het actuele ionenproduct kleiner is dan het oplosbaarheidsproduct, kan nog verder opgeloste stof worden toegevoegd tot wanneer Q gelijk wordt aan KS. Dan spreekt men van een verzadigde oplossing.